# Junín (kanton)
Junín – kanton w prowincji Manabí, w Ekwadorze. Stolicą kantonu jest Junín.